# Jaime Pajarito
Jaime Cleofas Pajarito García (El Rosario, Tonalá, Jalisco, 9 de abril de 1955) es un futbolista mexicano retirado que jugaba en la posición de centro delantero. Jugó para Nacional de Guadalajara, Club Deportivo Guadalajara, Atlas de Guadalajara y Tigres de la UANL.
Debuta en la temporada 1975-76 con el Nacional de Guadalajara, una temporada después llega a Chivas donde permaneció una temporada para después llegar al Atlas hasta 1980. Para la temporada 1980-81 regresa al Club Deportivo Guadalajara donde permanece hasta 1987 con un pequeño intermedio en la temporada 1984-85 donde fue a Tigres de la UANL.
Fue seleccionado nacional de México, jugando en 4 ocasiones, su fecha de debut con El Tri fue el 6 de noviembre de 1981.